# Nephelolychnis velata
Nephelolychnis velata là một loài bướm đêm trong họ Crambidae.